# Dragan Dragutinović
Dragan Dragutinović (serbisch-kyrillisch Драган Драгутиновић, * 17. Januar 1980 in Čačak) ist ein serbischer Fußballspieler. Er ist der Bruder von Ivica Dragutinović.

## Karriere
Dragan Dragutinović begann seine Karriere in der Saison 1997/98 beim FK Borac Čačak, von wo er 2004 zu FK Vojvodina Novi Sad wechselte. Nach nur einer Spielzeit kehrte er nach Čačak zurück. 2010 wurde vom FK Metalac Gornji Milanovac verpflichtet und wechselte im Laufe der Saison zum kasachischen Verein Oqschetpes Kökschetau.